# Marble Canyon
Marble Canyon est une section du canyon du Colorado dans le nord de l'État d'Arizona, dans le comté de Coconino. 
Marble Canyon est localisé entre Lee's Ferry et sa confluence avec la Little Colorado, qui marque le début du Grand Canyon.

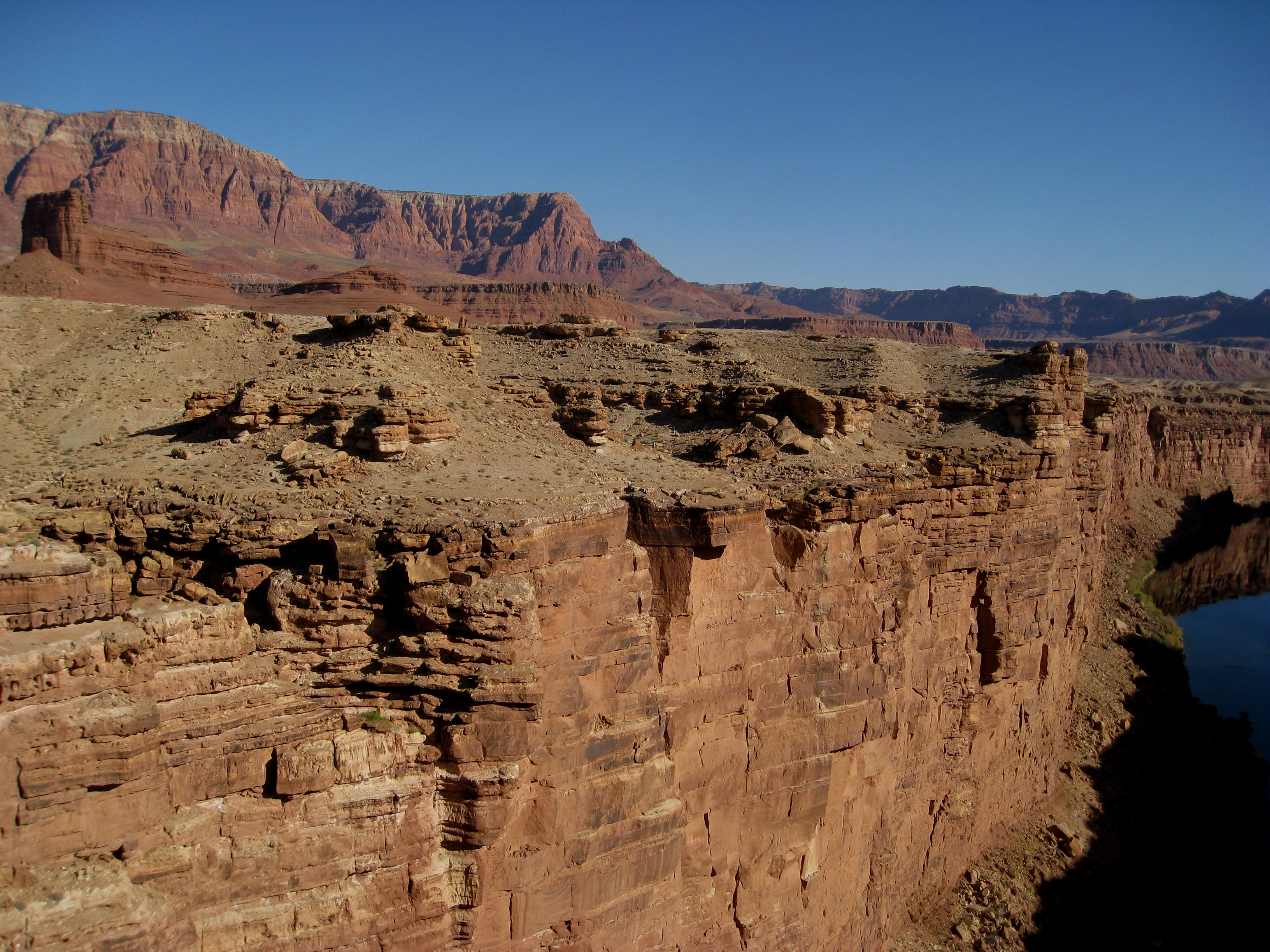
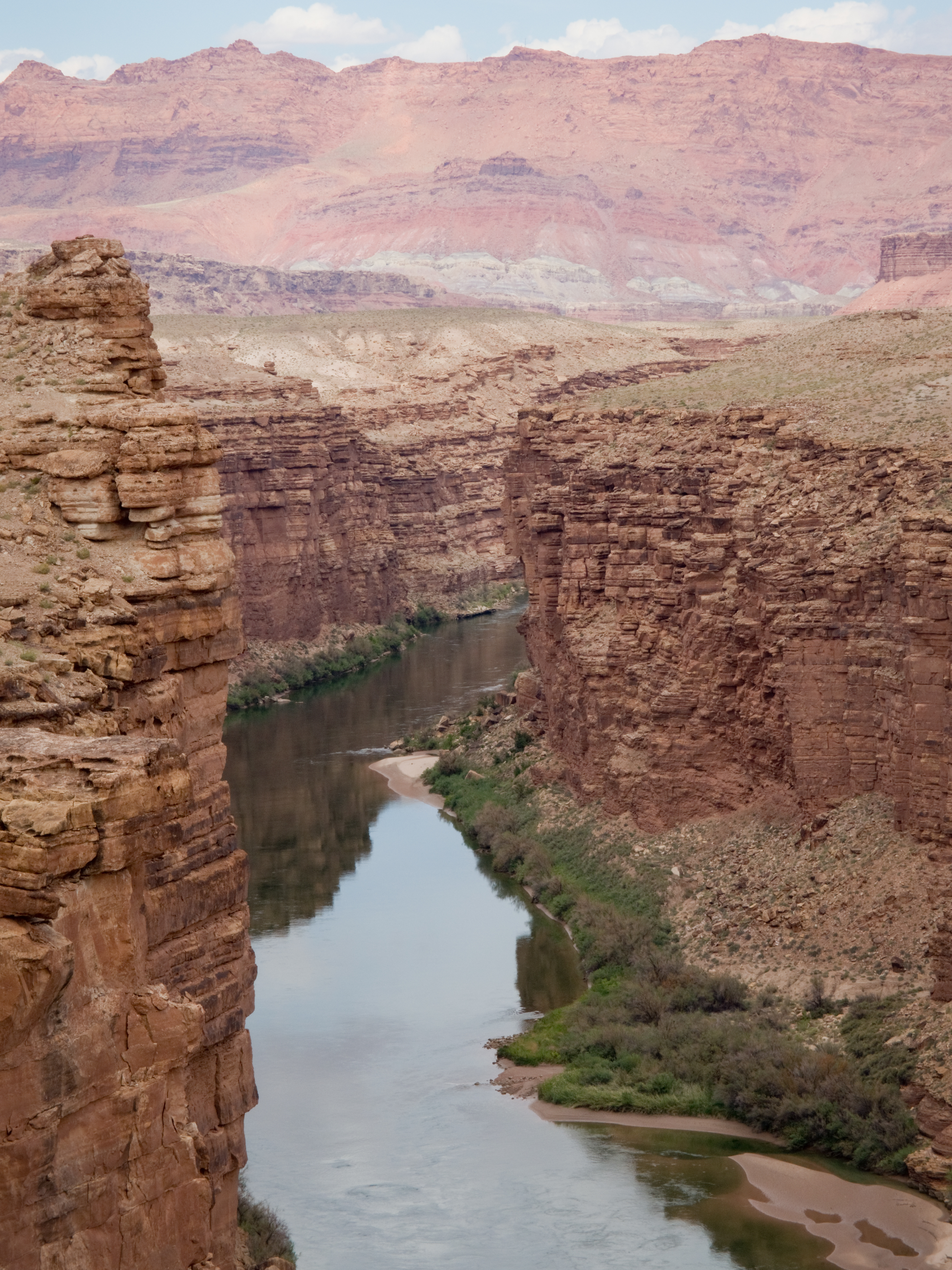
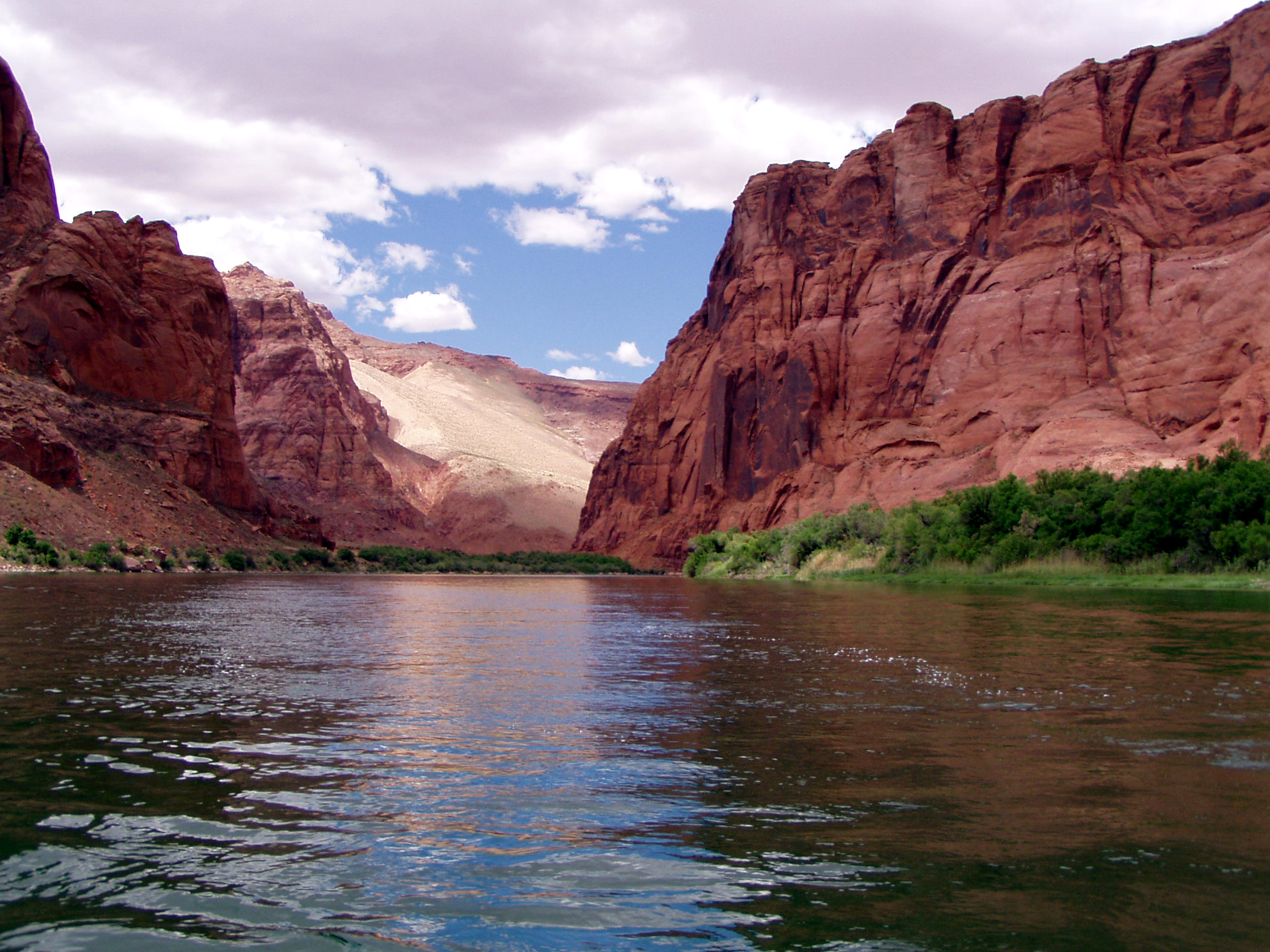